# Filosofia della musica
La filosofia della musica è una branca della filosofia che ha come oggetto di studio la musica, intesa come scienza e come arte, come forma astratta e insieme come possibile strumento di significato reale, di formazione spirituale e di modifiche comportamentali. Può essere considerata un aspetto dell'estetica alla quale pone, con connessioni etiche e sociali, alcuni problemi particolari, tra cui:
- Qual è la definizione di musica?
- Cosa distingue musica e rumore?
- Come si può produrre significato in musica?
- Di che natura è il bello musicale?
- Qual è il rapporto tra testo e musica?
- Com'è possibile distinguere forma e contenuto nell'espressione musicale?
- In che modo la società viene rispecchiata nell'arte musicale?
- Quale componente della musica è intrinseca e quale è culturale?
- In che senso la musica è mezzo formativo della spiritualità e del comportamento umano?

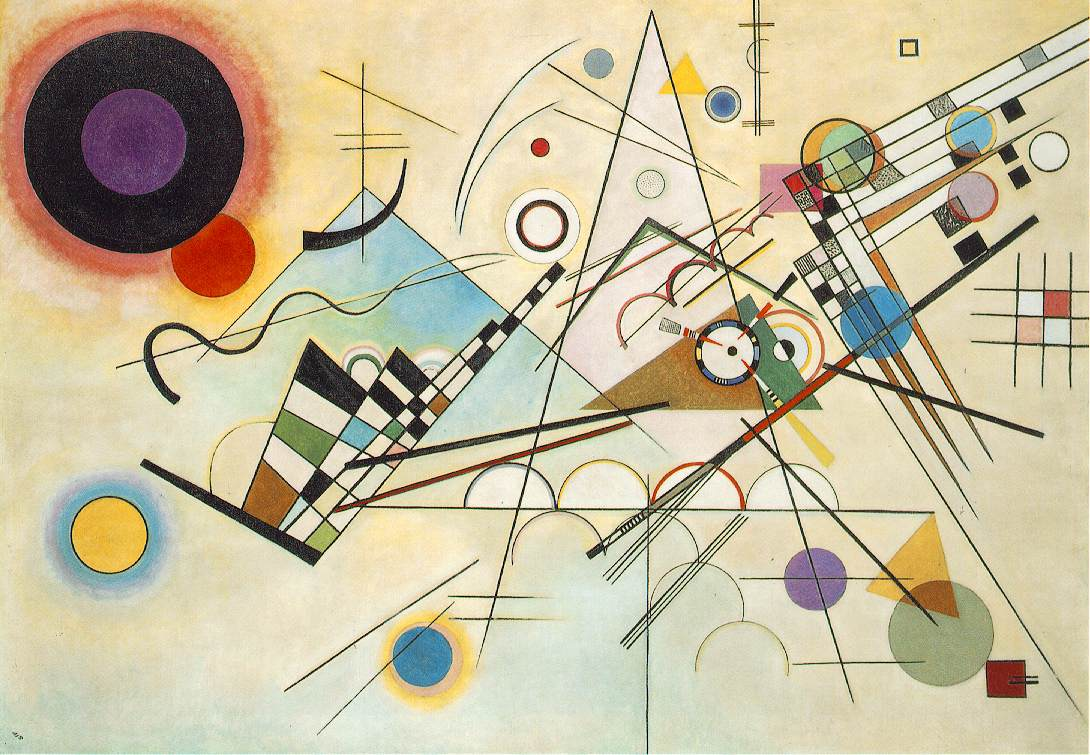
Wassily Kandinsky, Composition 8 (1923)

## Filosofia greca antica
La prima riflessione sulla musica si trova nella scuola pitagorica che scopre il rapporto tra musica e matematica. La musica nella concezione pitagorica risponde a un esteso complesso di precise regole diffuso in tutta la realtà così che essa è presente nella visione dell'ordine matematico del cosmo da cui si genera un rapporto tra musica ed essenza della realtà, tra musica e metafisica.
Secondo i pitagorici infatti i pianeti compiono movimenti armonici secondo precisi rapporti matematici e dunque promanano un suono sublime e raffinato. L'uomo sente queste armonie celestiali ma non riesce a percepirle chiaramente, in quanto immerso in esse fin dalla nascita gli vengono rese ininfluenti dall'abitudine.
Secondo il pitagorico Alcmeone di Crotone risale alla musica l'immortalità dell'anima umana, poiché essa è della stessa natura del Sole, della Luna e degli astri e, come questi, essa si è generata dall'armonia musicale risultante da quegli elementi opposti. Teoria questa di cui parlerà Simmia di Tebe nel Fedone platonico.
La musica nella filosofia antica poi assume un ruolo sociale e politico nella Repubblica platonica poiché essa incide sul comportamento non solo sociale ma anche individuale in modo tale da entrare nel campo dell'etica.

## Filosofia medioevale
Il pensiero medioevale si occupa estesamente della struttura della musica e riprende in senso teologico cristiano il tema del rapporto tra musica e metafisica.
Con la nascita del canto gregoriano e del rito della messa (musica) ci si interroga sul rapporto tra musica e testo, un aspetto già presente nella poesia e nell'antico teatro greco.
Con il melodramma barocco il rapporto tra testo e musica si complica con quello tra musica e immagine per cui si comincia ad intuire l'esistenza di una correlazione tra la musica e una realtà extra musicale sia essa la soggettività stessa dell'ascoltatore o un aspetto metafisico della musica.

### Sant'Agostino
Il vescovo d'Ippona aveva progettato la compilazione di un'opera espressamente dedicata alla musica ma riuscì solo a completare l'argomento del ritmo musicale che entrò a far parte del suo trattato De musica libri sex, testo probabilmente iniziato a Milano nel 387, anno del suo battesimo e terminato a Ippona nel 391. Ancora argomenti sulla musica furono trattati da Agostino nell'opera De ordine, nonché nelle Enarrationes in Psalmos, dove si esponeva la teologia del canto sacro e le allegorie musicali esposte nei Salmi.

### Boezio
Severino Boezio (476-525) formatosi alla cultura greco-romana e poi convertitosi al cristianesimo rappresentò per tutto il Medioevo un anello di congiunzione tra la civiltà classica e quella medioevale soprattutto per le sue opere dedicate ad Aristotele. In particolare nella sua De institutione musica per l'insegnamento delle arti liberali descrive la filosofia e le teorie musicali greche esponendo i fondamenti matematici e simbolici della teoria musicale pitagorica interpretandoli secondo il loro significato cosmico e elaborando la terminologia latina che da lui divenne in uso dalla filosofia musicale medioevale. Altri riferimenti alla filosofia della musica si ritrovano nell'altra più nota opera di Boezio La consolazione della filosofia.

### Jacobus di Liegi
Si presume che Jacobus Leodiensis abbia scritto il trattato di teoria musicale Speculum musicae (Specchio musicale), nel corso del secondo venticinquennio del XIV secolo.
Questo è il più grande trattato musicale del medioevo che sia giunto ai nostri giorni. Esso venne in precedenza attribuito a Johannes de Muris, ma oggi sembra che esso sia stato scritto da qualcuno di nome Jacobus, che era probabilmente nato nella diocesi di Liegi, prima di recarsi a studiare a Parigi verso la fine del XIII secolo, e che tornò poi a Liegi per completare gli ultimi due libri del suo trattato in sette volumi,  Speculum musicae. (1330-1340)

#### Speculum musicae
Lo Speculum  è un'opera enciclopedica in sette volumi dove l'autore con il riferimento a molteplici fonti da Aristotele al platonismo, da Boezio alla scolastica identifica le basi aritmetiche, retoriche, teologiche, fisiche della musica. Qui Jacobus difende la tradizionale Ars antiqua criticando l'ars nova, per il suo carattere innovativo e per il contenuto "profano".
I volumi da 1 a 5 sono dei trattati di teoria musicale dedicati alla musica speculativa. Gli ultimi due volumi, si occupano dell'esecuzione musicale, mettendo la pratica esecutiva sotto la lente d'ingrandimento. In particolare:
- Il primo volume tratta delle basi della teoria per far comprendere le consonanze musicali. Nel corso del libro fa riferimento a Boezio, Isidoro di Siviglia, Guido d'Arezzo, Aristotele, Platone e Petrus Comestore. Il volume termina con un capitolo sulla teoria dell'armonia di Pitagora.
- Il secondo volume tratta delle consonanze e precisamente del monocordo. I differenti intervalli sono trattati in proprie sezioni distinte.
- Il terzo libro tratta esclusivamente i rapporti fra musica e matematica, occupandosi di proporzioni ed intervalli.
- Il quarto volume si occupa delle consonanze e le rapporta fra di loro. Tratta anche delle cadenze e delle consonanze imperfette.
- Nel quinto libro si occupa di tre diversi tipi di tetracordo e confronta il tetracordo con l'esacordo di Guido d'Arezzo.
- Nel sesto libro tratta del canto gregoriano nella liturgia, ma anche di notazioni e del repertorio.
- Nel settimo ed ultimo volume tratta della notazione mensurale.

## Filosofia moderna

### Gottfried Wilhelm Leibniz
Leibniz avanzò importanti considerazioni sulla teoria musicale ma non le espose mai ordinatamente in un'opera specificatamente dedicata alla musica. Le sue riflessioni fanno capo soprattutto a uno scambio di opinioni epistolari con matematici e teorici.
In una lettera al matematico tedesco Christian Goldbach (1690–1764) del 17 aprile 1712 Leibniz afferma che
volendo significare che le basi matematiche della musica hanno ormai perso il loro valore metafisico simbolico, com'era nella tradizione pitagorica, e che, pur essendo realmente sussistenti, queste realtà matematiche strutturali sono assorbite sinteticamente assieme al fatto uditivo da chi ascolta, per cui il compito del teorico della musica non è quello di portare alla luce verità nascoste all'ascoltatore, ma quello di analizzare e spiegare il fenomeno uditivo nella sua unitaria molteplicità.
Nella musica poi, come in altre realtà percepite sono presenti quelle "piccole percezioni" di cui il soggetto non è cosciente ma che nel loro insieme collegano unitariamente il fatto uditivo musicale. Del resto conscio e inconscio, analisi e sintesi, regole razionali dell'armonia e immaginazione, sono anche presenti in chi compone la musica come fatto artistico.
Dato che il compito della scienza e della filosofia è quello di riportare la particolarità all'universale, sarà possibile trovare il principio armonico che governa il mondo attraverso la musica che ha il potere di mostrare la struttura armonica dell'universo. Il bello musicale infatti, come in genere il concetto stesso di bellezza, corrisponde all'intuizione dell'armonia, come dimostra il fatto che il piacere sensibile dell'ascolto musicale risiede proprio nel «sentire harmoniam». Un'armonia che sarà tanto maggiore quanto grande sarà la presenza di elementi dissonanti risolti dalla loro unione armonica. L'attività del compositore musicale sarà così simile a quella di Dio che costringe «ad accordarsi tra di loro» una molteplicità di elementi contrastanti presenti nel cosmo.

## L'estetica musicale
Con la nascita dell'estetica come dottrina filosofica si approfondisce il significato filosofico della musica. Ancora nella filosofia di Cartesio la musica nel suo Breviarium musicae veniva trattata soprattutto per i suoi aspetti strutturali. Bisognerà aspettare il pensiero di Schopenhauer per trovare la trattazione eminentemente metafisica, che va ad aggiungersi all'aspetto tecnico, del fenomeno musicale
Con l'avvento del positivismo tedesco la musica viene analizzata per le sue caratteristiche scientifiche e per i suoi collegamenti con la sociologia cosicché la filosofia si specializza a trattarla soprattutto riguardo ai due problemi del bello e del significato musicale. In un certo senso la filosofia è stata costretta a restringere la sua analisi quasi esclusivamente su questi due aspetti poiché la crisi della musica tonale e lo sviluppo in diverse direzioni della musica contemporanea ha causato